# Charles Scorsese
Charles Scorsese (8. maj 1913 – 23. august 1993) var en amerikansk skuespiller. Han var far til filminstrukøren Martin Scorsese. Han medvirkede i mange af sin søns film, så som Raging Bull, The King of Comedy og Goodfellas.

## Filmografi
| År   | Titel                      | Rolle                              | Noter                           |
| ---- | -------------------------- | ---------------------------------- | ------------------------------- |
| 1974 | Italianamerican            | Sig selv                           | Dokumentar                      |
| 1976 | Taxi Driver                | Burt Steensma, Iris' far           | Ukrediteret                     |
| 1980 | Raging Bull                | Charlie                            |                                 |
| 1982 | The King of Comedy         | First Man At Bar                   |                                 |
| 1984 | The Muppets Take Manhattan | Extra                              | Ukrediteret                     |
| 1985 | After Hours                | Club Berlin Patron                 | Ukrediteret                     |
| 1986 | Wise Guys                  | Fødselsdagsfest #11                |                                 |
| 1986 | The Color of Money         | High Roller #1                     |                                 |
| 1987 | Moonstruck                 | Kunde i bageri                     | Ukrediteret                     |
| 1990 | Goodfellas                 | Vinnie                             |                                 |
| 1991 | The Hard Way               | Senior Citizen                     | Ukrediteret                     |
| 1991 | Cape Fear                  | Frugtsælger                        |                                 |
| 1993 | Uskyldens år               | Elderly Man At Jersey City Station | Ukrediteret, (sidste filmrolle) |